# Zeche Robert Müser

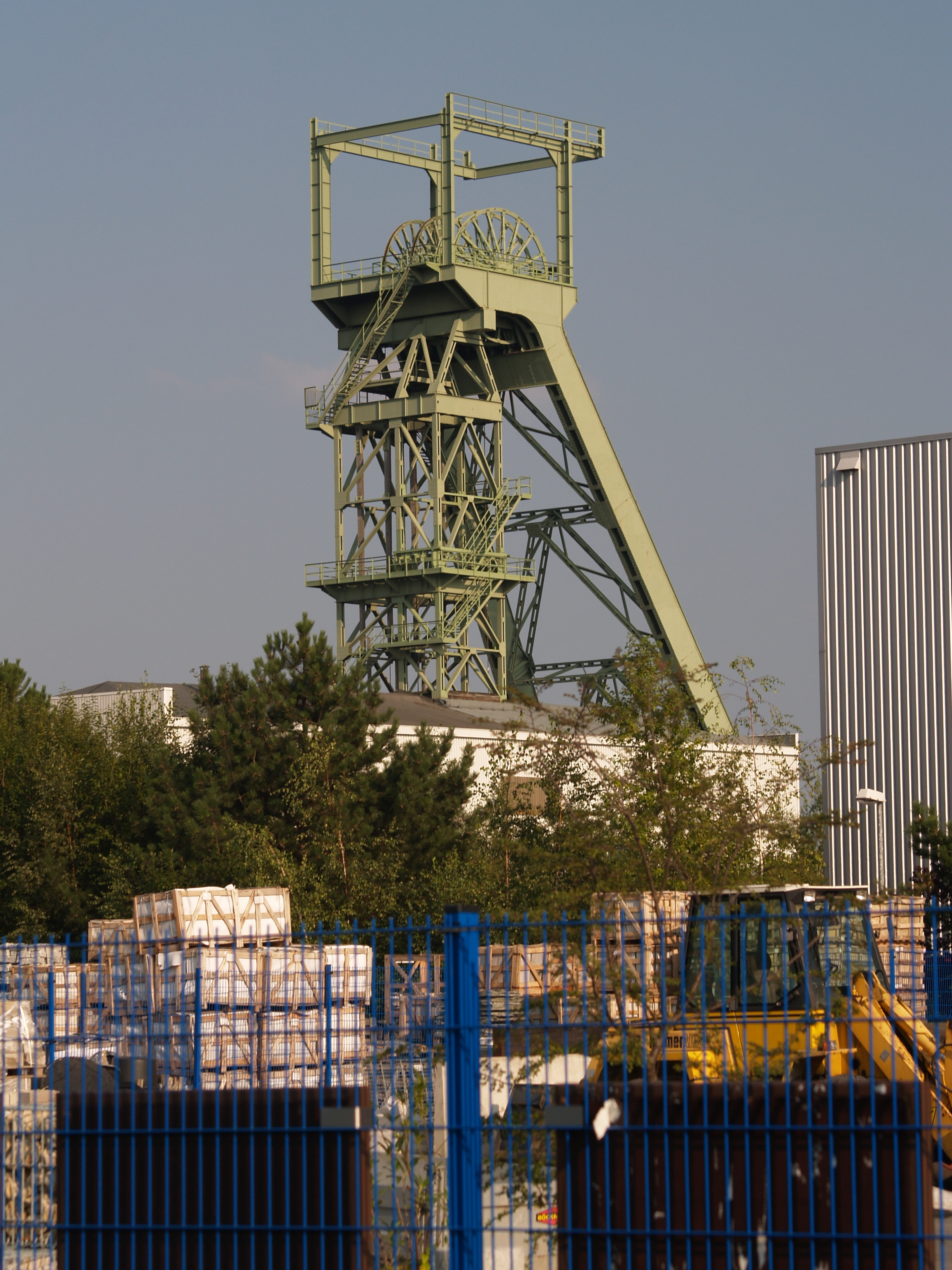
Schachtgerüst Schacht Arnold in seiner gewandelten Umgebung

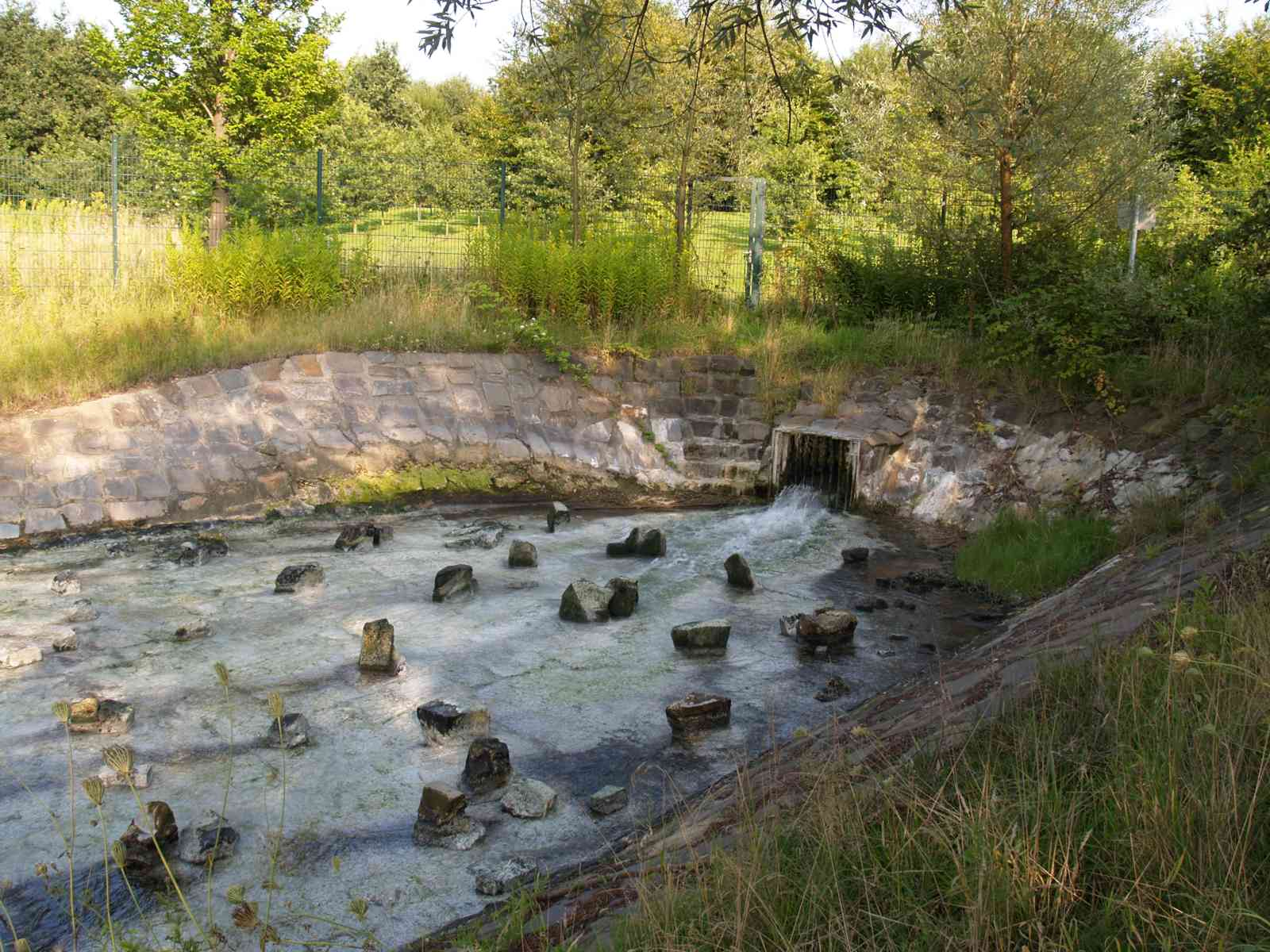
Auslauf des Grubenwassers in die Werner Teiche

Die Zeche Robert Müser war ein Steinkohlen-Bergwerk im Bochumer Stadtteil Werne.
Die Zeche entstand in den 1920er Jahren als Verbundbergwerk aus mehreren älteren, bis dahin selbständig betriebenen Zechen der Harpener Bergbau AG:
- Heinrich Gustav
- Caroline
- Vollmond
- Amalia
- Prinz von Preußen

## Bergwerksgeschichte
Ihren Namen erhielt die Zeche am 1. Juli 1929 durch Umbenennung der Zeche Heinrich-Gustav (einschließlich Vollmond und Amalia) nach dem langjährigen Vorstands- bzw. Aufsichtsratsvorsitzender Robert Müser. Gleichzeitig wurden zu diesem Zeitpunkt die Anlagen Caroline und Prinz von Preußen übernommen.
Südwestlich des 1859 abgeteuften Schachtes Arnold (Teufe: 760 m) als zentralem Förderschacht und dem bereits 1856 abgeteuften Schacht Jacob entstand eine Übertageanlage mit Zechenbahnhof, Kohlenwäsche, Kokerei mit Ammoniakgewinnung und einem 126.000 m³ fassenden Gasometer. Die Erzeugung von Koks wurde 1861 aufgenommen, ab 1863 errichtete die Harpener Bergbau AG in Werne die ersten eigenen Bergarbeiterhäuser. 1926–1928 wurde auch ein zecheneigenes Kraftwerk mit 20 MW errichtet. 1938 betrug die Förderleistung 1,5 Mio. Tonnen Fettkohle, im Jahr 1966 wurden mit rd. 4000 Angestellten 1,37 Mio. t Kohle gefördert und 874.000 t Koks produziert.
1955 erfolgte die Übernahme der Zechen Neu-Iserlohn und Siebenplaneten. Von 1965 bis 1968 wurden auf dem Bergwerk Versuche zur hydromechanischen Gewinnung durchgeführt.
Die Stilllegung der Zeche erfolgte zum 31. März 1968 unter anderem auf Bitten der Stadt Bochum, die zur Sicherung des Opel-Werks II/III vor Bergschäden einen Sicherheitspfeiler einrichten wollte. Sämtliche Schächte, bis auf Arnold und Gustav, wurden in der Folgezeit verfüllt. Der Gasometer blieb noch recht lange bestehen, da es langfristige Lieferverträge mit der Wittener Glashütte gab, im Mai 1980 wurde er abgebrochen.

## Zeche Robert Müser heute
Die Schächte Arnold und Gustav wurden von der Deutsche Steinkohle AG für die Wasserhaltung genutzt. Hier wurde Grubenwasser aus stillgelegten Zechen im Bochumer Osten gehoben, damit die Grubenbaue der weit entfernten Abbaubetriebe, in denen bis 2018 noch Kohle gewonnen wurde, nicht unkontrolliert vollliefen.
Der Auslauf des abgepumpten Wassers erfolgte wenige hundert Meter nördlich des Schachtes in die Werner Teiche des Oelbachs. Aus den im Grubenwasser gelösten Mineralien bildeten sich die im Bild sichtbaren grauweißen Ablagerungen.